# 이중 양음 부호

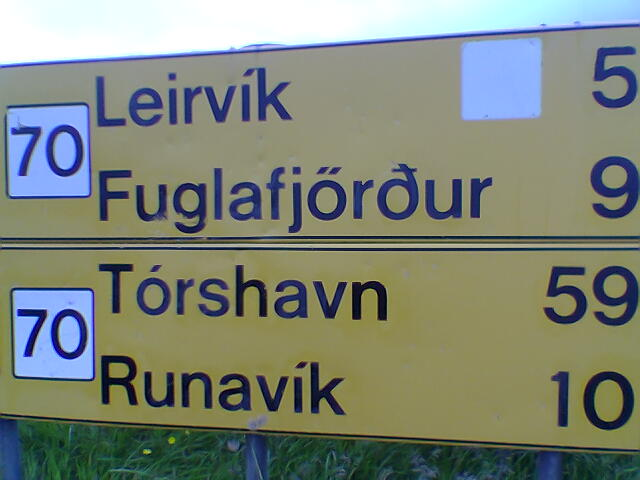
"ő"가 페로어 표지판에 적힌 예시이다.

이중 양음 부호(二重揚音符號, ˝)은 발음 구별 기호의 하나이다.

## 사용
- 페로어
  - 우측의 예시와 같이 Ő가 Ø 대신에 쓰인다.
- 헝가리어
  - 헝가리어는 Ő,Ű를 사용한다. Ő 및 Ű는 각각 Ö 및 Ü에 대한 장음을 나타낸다.
- 성조 기호

이것은 성조 최상을 나타낸다.

## 사용 문자
- Ő
- Ű

## 같이 보기
- 양음 부호